# Herajärvi (sjö i S:t Michel, Södra Savolax)
Herajärvi är en sjö i kommunen S:t Michel i landskapet Södra Savolax i Finland. Sjön ligger 85,5 meter över havet. Arean är 46 hektar och strandlinjen är 4,47 kilometer lång. Sjön  ingår i Vuoksens huvudavrinningsområde.   Den ligger omkring 13 kilometer söder om S:t Michel och omkring 200 kilometer nordöst om Helsingfors. 
I sjön finns ön Huttusensaari. Herajärvi ligger väster om Kernuujärvi och sydväst om Saarijärvi. 